# Marooned in Iraq
Marooned in Iraq är en film skapad 2002 av regissören Bahman Ghobadi. 
Filmen utspelar sig i östra Kurdistan och handlar om en kurdisk musiker vid namn Mirza som letar efter sin ex-fru Hanare 1988 då folkmordet i Kurdistan utfördes av Saddam Hussein.

## Priser
1. Gold Plaque, Chicago International Film Festival, 2002.
2. François Chalais Award, Cannes Film Festival, 2002
3. International Jury Award, São Paulo International Film Festival, Brazil, 2002.
4. Aurora and Don Quixote Awards, Tromsø International Film Festival, Norway, 2003.